# Zwitsers voetbalkampioenschap 1897/98
In het seizoen 1897/98 werd voor de eerste keer een nationale voetbalkampioenschap georganiseerd in Zwitserland. De krant La Suisse Sportive was sponsor van de competitie. Omdat het kampioenschap niet georganiseerd werd door de Schweizerische Football-Association (Zwitserse voetbalbond, sinds 1913) geldt dit niet als een officieel kampioenschap. Vier deelnemende clubs, FC Château de Lancy, Grasshopper-Club Zürich, Neuchâtel FC en La Villa Ouchy, waren lid van de bond.
De Serie A werd in drie regionale groepen verdeeld. Elke groepswinnaar kwalificeerde zich voor de finale. Indien wedstrijden niet langer van belang waren voor de groepswinst werden ze niet gespeeld.
Over het verloop van de Serie B en Serie C is niets meer bekend, enkel dat Grasshopper-Club in beide competities aantrad met een tweede en derde elftal.

## Groep A
| Team                    | Team      | Uitslag |
| ----------------------- | --------- | ------- |
| Grasshopper-Club Zürich | FC Zürich | 7:2     |

## Groep B
| Team                               | Team                     | Uitslag |
| ---------------------------------- | ------------------------ | ------- |
| Villa Longchamp Lausanne           | FC Yverdon               | 1:0     |
| Lausanne Football and Cricket Club | Maison Neuve Vevey       | 4:0     |
| Lausanne Football and Cricket Club | Villa d'Ouchy (Lausanne) | 5:2     |
| Villa Longchamp Lausanne           | Lausanne FC et CC        | 1:0     |

## Groep C
| Team                         | Team                         | Uitslag |
| ---------------------------- | ---------------------------- | ------- |
| Le Château de Lancy (Genève) | Racing Club de Geneve        | 4:0     |
| La Châtelaine Genève         | Le Château de Lancy (Geneve) | 9:2     |

## Finale
| Gaststad           | Datum         | Team                    | Team                     | Uitslag |
| ------------------ | ------------- | ----------------------- | ------------------------ | ------- |
| Zürich             | 19 maart 1898 | Grasshopper-Club Zürich | Villa Longchamp Lausanne | 6:1     |
| Lausanne-Montriond | 4 april 1898  | Grasshopper-Club Zürich | La Châtelaine Genève     | 2:0     |

1897/98 ·
1898/99 ·
1899/00 ·
1900/01 ·
1901/02 ·
1902/03 ·
1903/04 ·
1904/05 ·
1905/06 ·
1906/07 ·
1907/08 ·
1908/09 ·
1909/10 ·
1910/11 ·
1911/12 ·
1912/13 ·
1913/14 ·
1914/15 ·
1915/16 ·
1916/17 ·
1917/18 ·
1918/19 ·
1919/20 ·
1920/21 ·
1921/22 ·
1922/23 ·
1923/24 ·
1924/25 ·
1925/26 ·
1926/27 ·
1927/28 ·
1928/29 ·
1929/30 ·
1930/31 ·
1931/32 ·
1932/33 ·
1933/34 ·
1934/35 ·
1935/36 ·
1936/37 ·
1937/38 ·
1938/39 ·
1939/40 ·
1940/41 ·
1941/42 ·
1942/43 ·
1943/44 ·
1944/45 ·
1945/46 ·
1946/47 ·
1947/48 ·
1948/49 ·
1949/50 ·
1950/51 ·
1951/52 ·
1952/53 ·
1953/54 ·
1954/55 ·
1955/56 ·
1956/57 ·
1957/58 ·
1958/59 ·
1959/60 ·
1960/61 ·
1961/62 ·
1962/63 ·
1963/64 ·
1964/65 ·
1965/66 ·
1966/67 ·
1967/68 ·
1968/69 ·
1969/70 ·
1970/71 ·
1971/72 ·
1972/73 ·
1973/74 ·
1974/75 ·
1975/76 ·
1976/77 ·
1977/78 ·
1978/79 ·
1979/80 ·
1980/81 ·
1981/82 ·
1982/83 ·
1983/84 ·
1984/85 ·
1985/86 ·
1986/87 ·
1987/88 ·
1988/89 ·
1989/90 ·
1990/91 ·
1991/92 ·
1992/93 ·
1993/94 ·
1994/95 ·
1995/96 ·
1996/97 ·
1997/98 ·
1998/99 ·
1999/00 ·
2000/01 ·
2001/02 ·
2002/03 ·
2003/04 ·
2004/05 ·
2005/06 ·
2006/07 ·
2007/08 ·
2008/09 ·
2009/10 ·
2010/11 ·
2011/12 ·
2012/13 ·
2013/14 ·
2014/15 ·
2015/16 ·
2016/17 ·
2017/18 ·
2018/19 ·
2019/20 ·
2020/21 ·
2021/22 ·
2022/23